# Muttertag (1993)
Muttertag ist ein österreichischer Film aus dem Jahr 1993, der auf satirische und durchweg sarkastische Weise das Wiener Kleinbürgertum anhand der Geschehnisse rund um einen Muttertag karikiert. Er spielt in einem kommunalen Wohnkomplex (Gemeindebau) in Wien und zeichnet sich unter anderem durch die Teilnahme zahlreicher österreichischer Kabarettstars und weiteren kulturschaffenden Persönlichkeiten seiner Entstehungszeit aus.
Die Wohnhausanlage Am Schöpfwerk in Altmannsdorf in Wien-Meidling, die für den Film als Szenerie diente, wurde in manchen Medien als sozialer Brennpunkt dargestellt, was auch durch den Film aufgegriffen und überspitzt wiedergegeben wird. Es gibt darüber sehr unterschiedliche Ansichten, in Kriminalstatistiken sind keine Auffälligkeiten erkennbar.
Muttertag ist einer der ersten 50 Filme, die in der Edition Der österreichische Film als DVD veröffentlicht wurden.

## Handlung
Das Ehepaar Edwin und Trude Neugebauer, deren Sohn Mischa und Edwins schwerhöriger und ein wenig seniler Vater wohnen in einer Gemeindewohnung im Wien der frühen 1990er Jahre. Die Romantik scheint aus der Ehe von Edwin und Trude verschwunden zu sein, die erotischen Fantasien Letzterer handeln eher von dem attraktiven Polizisten Gerry Gratzl.
Es ist Samstag vor dem Muttertag, als Edwins Vater („Opa Neugebauer“) aufgrund einer unbedachten Äußerung von Mischa beim Frühstück mitbekommt, dass geplant ist, ihn einmal in ein Seniorenheim „abzuschieben“. Da beschließt er, die im Schlafzimmer versteckten Sparbücher an sich zu nehmen und die Ersparnisse für einen guten Zweck zu spenden.
Mischa, der sich für Computer, Elektronik und Experimente mit seinem Meerschweinchen interessiert, bastelt heimlich an seinem „Muttertagsgeschenk“, einem elektrischen Küchenmesser, dessen Klinge Strom führt und dadurch lebensgefährlich ist. Anschließend wird er von seiner Mutter zum Treffpunkt seiner Jungschar-Gruppe begleitet, mit der er den Tag im Park verbringt, unter anderem, um dort Müll aufzusammeln.
Edwin trifft an einer Tankstelle die Chorleiterin Evelyn Schöbinger, mit der er zwei Wochen zuvor bei einem „Einkehr-Wochenende“ des Kirchenchors eine Affäre hatte. Er fühlt sich nach wie vor zu ihr hingezogen, aber für Evelyn war es nur eine einmalige Sache. Trude wird unterdessen in einem Drogeriemarkt von einem als Eisbär verkleideten Kaufhausdetektiv beim Ladendiebstahl ertappt. Sie kann aber im Tumult, der darauf wegen eines Streits zwischen dem Detektiv und einem „sich einmischenden“ Kunden entsteht, mit dem übergezogenen Eisbärkopf entkommen. Der Detektiv kommt schließlich durch den Pistolenschuss eines Kunden ums Leben.
Opa Neugebauer begibt sich auf ein Postamt, um dort die Sparbücher aufzulösen und das Geld zu spenden. Evelyn, die zufällig anwesend ist, hilft ihm dabei. Als er aufgefordert wird, die Losungsworte bekanntzugeben, findet er diese bei beiden Sparbüchern handschriftlich vermerkt. Da behält er das Sparbuch mit „Zum frommen Sparschwein“ und löst nur jenes mit „Schöner Wohnen“ auf.
Als Edwin und Gerry ihrem gemeinsamen Hobby – ferngesteuerten Modellflugzeugen – nachgehen, erfährt Edwin, dass Gerry gerade eine Affäre mit Evelyn hat, was ihn sichtlich schockiert. Später stellt er Evelyn in der Kirche zur Rede, was aufgrund des eingeschalteten Chormikrofons teilweise auch die Gemeinde mithören kann.
Am Muttertag treffen sich die Frauen nach der Messe beim Pfarrkaffee. Inzwischen bastelt Edwin auf der Terrasse der Wohnung sein Geschenk für Trude, einen Campingtisch, zusammen. Opa erdrückt beim Hinsetzen auf den Liegestuhl Mischas Meerschweinchen, vertuscht dies aber. Mischa zerkratzt unterdessen auf der Straße an einem geparkten Auto den Lack, wird dabei aber von einem Polizisten beobachtet und mit ins Wachzimmer genommen. Von dort aus wird Edwin verständigt, der wiederum Gerry bittet, das für ihn zu regeln, was dieser auch tut. Daheim entdeckt Mischa das tote Meerschweinchen, das im darauffolgenden Tumult am darunterliegenden Balkon der Familie Schwalbach landet. Bei der Geschenkpräsentation überreicht Mischa seiner Mutter sein tödliches Küchenmesser und bietet ihr an, es bei den Koteletts auszuprobieren. Edwin lehnt dies jedoch ab und sagt, dass Edwin und Mischa am Muttertag grillen und die Mutter ihren Feiertag genießen kann. Zu guter Letzt erbettelt die Nachbarin das Küchenmesser und erleidet schließlich einen schweren Elektrounfall, worauf sie ins Spital gebracht wird.
Trude ruft unterdessen von der Terrasse aus der gerade auf Rollschuhen vorbeifahrenden Evelyn, mit der sie einen Bauchtanzkurs besucht, einen Gruß zu, worauf diese stürzt und zu Trude heraufkommt, um ihre Schürfwunde zu versorgen. Als sich die beiden unterhalten, glaubt Edwin, es gehe um seine Affäre mit Evelyn, und erzählt von sich aus die ganze Wahrheit. Währenddessen erkennt Opa Neugebauer Trude auf dem in der Zeitung veröffentlichten Phantombild der Ladendiebin. Edwin meint nun, Evelyn Schweigegeld anbieten zu müssen, und will die Sparbücher holen. Als dabei herauskommt, dass Evelyn dem Opa am Postamt bei der Sparbuch-Auflösung behilflich war, und Mischa behauptet, sie habe ihm gegenüber etwas Obszönes getan, eskaliert die Situation, worauf im allgemeinen Tumult Evelyn in einen Grillspieß läuft, den Opa Neugebauer in der Hand hält und der in ihrer Brust stecken bleibt. Im Anschluss bringen Opa, Edwin und Mischa die schwer verletzte Evelyn ins Wohnzimmer auf den Teppich und ersticken sie mit einem Polster.
Kurz darauf steht Gerry vor der Tür, da Herr Schwalbach wegen des zu Tode gekommenen Meerschweinchens die Polizei gerufen hat. Gerry regelt das freundschaftlich, und als Opa Neugebauer ihm anschließend vom Balkon aus noch nachruft und fragt, was sie denn mit der „Leiche“ tun sollen, antwortet Gerry, der die Frage auf das tote Meerschweinchen bezieht, „Na haut’s as hoit am Grilla“ (werft es / sie halt auf den Griller – „as“ steht im Wiener Dialekt sowohl für „es“ als auch für „sie“).
An einem lauen Juniabend findet im Park der Wohnhausanlage ein Mieterfest statt. Opa Neugebauer ist nach Angaben der Nachbarn bereits im Heim, Edwin und Trude sind ein Herz und eine Seele und amüsieren sich gut. Evelyn Schöbinger ist verschwunden, vermutet wird, dass sie mit dem unterschlagenen Sparbuch der Pfarre in Kenia sei. Die Nachbarn bedanken sich für die großzügige Grillfleischspende der Neugebauers, auch wenn es ein wenig „süßlich“ geschmeckt hat. Edwin und Trude ziehen es allerdings vor, nicht mitzuessen.
Am Ende sieht man in einem Hotel auf einer Insel Opa Neugebauer sitzen, der sich diesen luxuriösen Aufenthalt offenbar mit dem zweiten Sparbuch finanziert hat.

## Hintergrundinformationen
Muttertag basiert auf einem Kabaretterfolg der Gruppe Schlabarett. Düringer und Dorfer, zwei Drehbuch-Neulinge, reichten das Projekt bei der Österreichischen Filmförderung ein, erhielten ein bescheidenes Budget und wählten mit Sicheritz einen Spielfilmdebütanten zum Regisseur.
Außergewöhnlich an diesem Film ist, dass nur wenige Schauspieler den Großteil der Rollen spielen. Die vier Schlabarettisten (Dorfer, Düringer, Händler und Nowak) sowie Billisich verkörpern insgesamt 24 Charaktere.
Zusammen mit Indien steht Muttertag für eine inzwischen typisch gewordene Stilrichtung des österreichischen (wienerischen, hinsichtlich Umgebung und Sprache) kabarettistischen Films. Einige Zitate erreichten in Österreich den Status von geflügelten Worten, so etwa das (orthografisch nicht festgelegte) „I såg's glei, I wår's ned!“ („Ich sag’s gleich: Ich war’s nicht!“), mit dem der Opa den Tod des Meerschweinchens kommentiert.
Musiker wie Roland Neuwirth und Willi Resetarits spielen in Muttertag Nebenrollen.
Der Film wird für gewöhnlich jedes Jahr am Muttertag vom ORF im Hauptabendprogramm ausgestrahlt.

## Besetzung
| Rolle(n) | Schauspieler                        |
| --- | ----------------------------------- |
| Mischa Neugebauer Polizist Gerry Gratzl Urlauber auf Insel                                                                                              | Alfred Dorfer                       |
| Evelyn Schöbinger Jungscharmädchen Drogeriemarkt-Kassiererin Urlauberin auf Insel                                                                       | Eva Billisich                       |
| Edwin Neugebauer Nachbarsbub 1 Postbeamter dunkelhäutiger Kellner auf Insel                                                                             | Reinhard Nowak                      |
| Trude Neugebauer Jungscharführerin Michaela Postbeamtin ältere Nachbarsfrau (Kirchenmitglied) Frau mit Hula-Hoop-Reifen auf Insel                       | Andrea Händler                      |
| Opa Neugebauer Drogeriemarkt-Kunde Briefträger Nachbarsbub 2 Pfarrer Nachbar mittleren Alters mit Kinnbart ältere Nachbarsfrau Radfahrer bei Tankstelle | Roland Düringer                     |
| 1. Pensionist | Willi Resetarits                    |
| 2. Pensionist | I Stangl                            |
| Corvette-Fahrer | Hanno Pöschl                        |
| Kaufhausdetektiv Übleis (Eisbärenkostüm) | Herwig Seeböck                      |
| Poet (Sandler) | Lukas Resetarits                    |
| Philosoph (Sandler) | Roland Neuwirth                     |
| Bürgermeister | Fritz Muliar                        |
| 1. Stadtindianer | Günther Paal                        |
| 2. Stadtindianer | Martin Forster                      |
| Hetzer | Haymon Maria Buttinger              |
| Frau Müller | Tini Kainrath                       |
| Herr Schwalbach | Karl Künstler                       |
| Frau Schwalbach | Lotte Loebenstein                   |
| Sängerin | Barbara Spitz                       |
| 1. Gitarrist | Peter Herrmann                      |
| 2. Gitarrist | Markus Gartner                      |
| Pianist | Lothar Scherpe                      |
| Bassist | Harald Sicheritz                    |
| Schlagzeuger | Lenny Dickson                       |
| 3. Pensionist | Peter Berecz                        |
| Pensionistin | Barbara Klein                       |
| Junge Mutter | Gudrun Tielsch                      |
| Herr Müller | Silvio Szücs                        |
| Lieferant | Hannes Flaschberger                 |
| Müller junior | Benjamin Olesko                     |
| Jungscharmädchen | Barbara Löw                         |
| Jungscharbub | Leonhard Rogenhofer                 |
| Gerti Gratzl & Friseuse | Monica Weinzettl                    |
| Schaffner | Karl Markovics                      |
| 3. Stadtindianer | Alexander Biedermann                |
| 4. Stadtindianer | Boris Borutta                       |
| Stadtindianerin | Karoline Schellenberg               |
| Tankwart | Joško Vlasich                       |
| Herr Klein | Karl Pfeiffer                       |
| Grapscher | Josef Kiefer                        |
| Herr Schmidt | Martin Beck                         |
| Ladendieb | Helmut Gebeshuber                   |
| 1. Polizist | Georges Kern                        |
| 2. Polizist | Walter Kordesch                     |
| Modellflugkünstler | Johann Gundacker                    |
| Frau Schmidt | Bettina Barth                       |
| Frau Klein | Bea Frey                            |
| Frau Habitzl | Silvia Fenz                         |
| 1. Chorsänger | Robert Peres                        |
| 2. Chorsänger | Peter Blau                          |
| Chorsängerin | Jutta Pichler                       |
| Sekretärin | Nicole Nell                         |
| Architekt | Fritz von Friedl                    |
| Gitarrist im Hotel | Helmut Sicheritz                    |
| Sänger im Hotel | Mandy Oswald (Mandy von den Bambis) |